# Las Conchas
Las Conchas es una localidad del estado mexicano de Oaxaca, localizada en el municipio de San Miguel Chimalapa y en el istmo de Tehuantepec, siendo la segunda localidad más poblada de esta, solo por detrás de la cabecera municipal.

## Ubicación
La localidad se ubica en la parte central del municipio, justo al norte del límite de este con el Municipio de Santiago Niltepec. Se encuentra en las coordenadas geográficas 16°39′44″N 94°42′54″O / 16.66222, -94.71500.